# Crash Nitro Kart
Crash Nitro Kart (Crash Bandicoot Bakuso! Nitro Kart no Japão) é o nono jogo da série Crash Bandicoot, assim como o segundo jogo de corrida da mesma série. Foi lançado para PlayStation 2, GameCube, Xbox, Game Boy Advance, N-Gage e Zeebo em 11 de novembro de 2003 e desenvolvido pela Vicarious Visions, porém seria desenvolvido pela Traveller's Tales e sua subdivisão Traveller's Tales Oxford no princípio. É considerado uma sequência indireta a Crash Team Racing.

## Sinopse
Os Bandicoots, Crash, Coco, Crunch e Aku Aku estavam cuidando de seus afazeres quando são abduzidos por uma luz branca. O mesmo acontece com o Dr. Neo Cortex e seus capangas. Eles então veem que foram abduzidos pelo rei alienígena Velo, que deseja vê-los correrem, senão a Terra será destruída. Cabe aos terráqueos salvarem seu planeta.